# Веммерс, Карл
Карл Веммерс (нем. Carl Wemmers; 1845 — 18 сентября 1882, Кёльн) — немецкий шахматист, мастер. Участник ряда крупных соревнований, проводившихся на территории Германской империи в конце 70-х — начале 80-х гг. XIX в.
Жил в Кёльне. Занимался коммерцией. Также был известен как музыкант и певец.
Умер от заражения крови после долгой болезни (в немецком некрологе употреблено слово Blutvergiftung, которым в конце XIX в., кроме собственно сепсиса, называли еще лимфангит).

## Спортивные результаты
| Год  | Город              | Турнир                                            | + | − | = | Результат | Место |
| ---- | ------------------ | ------------------------------------------------- | - | - | - | --------- | ----- |
| 1877 | Кёльн              | 11-й конгресс Западногерманского шахматного союза |   |   |   |           | 2—4   |
| 1878 | Франкфурт-на-Майне | 12-й конгресс Западногерманского шахматного союза | 3 | 6 | 0 | 3 из 9    | 8     |
| 1879 | Лейпциг            | 1-й конгресс Германского шахматного союза         | 2 | 9 | 0 | 2 из 11   | 12    |
| 1880 | Висбаден           | Международный турнир                              | 3 | 6 | 6 | 6 из 15   | 12    |
| 1881 | Берлин             | 2-й конгресс Германского шахматного союза         | 5 | 8 | 3 | 6½ из 16  | 13—14 |